# Renée Frachon
Pour les articles homonymes, voir Frachon.
Renée Frachon, née Renée Toussaint le 11 juillet 1881 à Paris, morte le 24 juillet 1983 à Sanary-sur-Mer, est une poète, une romancière et une voyageuse, qui a notamment inspirée au sculteur Constantin Brâncuși une de ses œuvres les plus connues, La Muse endormie. Par ses origines aristocratiques, son mariage, ses occupations littéraires, ses voyages à travers le monde, ses contacts avec le milieu artistique et son rôle de mécène, la baronne Renée Frachon incarne un peu ce «grand monde» parisien si actif et si visible au moment de la Belle Époque. 

## Biographie
Renée Nicolle Amélie Fernande Toussaint est née le 11 juillet 1881 dans le 9e arrondissement de Paris,. Elle est la fille de René Maizeroy (pseudonyme du baron René-Jean Toussaint, qui est lui-même l'arrière-petit-fils du côté maternel du marquis Paul-Gédéon Joly de Maïzeroy, colonel du Royal-Aunis sous Louis XV). Elle passe son enfance à Versailles et dans le Languedoc, puis  part très jeune pour l’Inde et la Chine. À 18 ans, en 1899,  elle joue  dans L’Enlizement, une comédie de Liane de Pougy. Elle est proche des cercles lesbiens, tels ceux animés par Élisabeth de Clermont-Tonnerre et Natalie Clifford Barney.
Renée Toussaint se marie à 22 ans, au début du XXe siècle, en 1903, avec le baron Alfred Frachon, un avocat, descendant lui-aussi d’une lignée militaire,. Elle vit entre Paris, Agay, Marrakech, Tanger, l’Iran (où elle séjourne sept ans, son mari y enseignant), et la Martinique. Elle se consacre également, comme son père, à l'écriture, publiant des recueils de poèmes à partir de 1921 au Mercure de France et un roman, Le chemin qui ne va nulle part. Elle voyage aussi en Amérique du Sud et fait le tour du monde avec son mari, puis seule. Revenue à Paris, elle fait salon pour le thé recevant les personnalités littéraires et artistiques de la capitale française. En 1906, on lui présente un sculpteur roumain, Constantin Brâncuși. Elle lui commande un portrait qu'il commence à réaliser à partir de 1909,. Il réalise plusieurs exemplaires de la sculpture résultant des poses, en argile, marbre et bronze, intitulées La Muse endormie,. La baronne Renée Frachon conserve un des exemplaires de cette sculpture, en bronze doré.
Un autre exemplaire en bronze est vendu aux enchères à New York en 2017 pour 57,3 millions de dollars. Quant à l'exemplaire possédé par la baronne, bien qu'y étant très attachée, elle l'offre en 1963, à 82 ans, au Musée national d’art moderne, musée intégré au Centre national d'art et de culture Georges-Pompidou,.
Renée Frachon meurt en 1983, à 102 ans.